# Olesicampe thoracica
Olesicampe thoracica är en stekelart som först beskrevs av Carl Gustav Alexander Brischke 1880.  Olesicampe thoracica ingår i släktet Olesicampe och familjen brokparasitsteklar. Inga underarter finns listade i Catalogue of Life.